# Cantonul Marseille-La Pointe-Rouge
Cantonul Marseille-La Pointe-Rouge este un canton din arondismentul Marseille, departamentul Bouches-du-Rhône, regiunea Provence-Alpes-Côte d'Azur, Franța.